# Сечинаро
Сечина̀ро (на италиански: Secinaro) е село и община в Южна Италия, провинция Акуила, регион Абруцо. Разположено е на 859 m надморска височина. Населението на общината е 415 души (към 2010 г.).